# Transmutacija
Transmutacija (lat. transmutatio: promjena, preinaka, preobrazba, pretvorba), u kemiji i fizici, je pretvorba jednoga kemijskog elementa (odnosno njegova izotopa) u drugi u nuklearnim reakcijama. Prirodna transmutacija događa se pri spontanom raspadu radioaktivnih elemenata, a umjetna transmutacija postiže se djelovanjem subatomskih čestica dovoljno visokih energija na atomske jezgre kemijskih elemenata, tako da se mijenja njihova nuklearna struktura (akcelerator čestica; nuklearni reaktor). Nuklearnim pokusima, uz visoke troškove, provedena je transmutacija olova u zlato, čime je ostvaren davni san alkemičara. Osim u proizvodnji radioaktivnih izotopa, primjena transmutacije očekuje se i u uklanjanju opasnih transuranijskih elemenata iz istrošenoga nuklearnoga goriva.

## Objašnjenje
Radioaktivnost je dokazala da se mijenjanjem sastava atomske jezgre transmutira, to jest pretvara jedan kemijski element u drugi, i da se pri tom nuklearna energija oslobađa u obliku topline. Osim toga čestice koje izlijeću iz atomskih jezgara radioaktivnih tvari posjeduju golemu energiju, o čemu se može suditi po njihovoj brzini. 
Pitanje je što se može ako alfa-čestica upadne u atomsku jezgru neke tvari? Kod toga se može poremetiti ravnoteža čestica u jezgri, pa se atomska jezgra može raspasti. Takav pokus, to jest promjenu jezgre umjetnim putem ili nuklearnu reakciju prvi je učinio 1919. znameniti fizičar E. Rutherford u Cambridgeu, kad je izvršio bombardiranje dušika alfa-čestica, to jest podvrgnuo dušik djelovanju alfa-zraka iz radija. Alfa-čestice su odbijene ako nisu direktno usmjerene na jezgru atoma dušika. Kod direktnog pogotka se ustanovilo da alfa-čestica ulazi u jezgru dušika gdje ostaje apsorbirana, a jezgra dušika se raspada na jezgru atoma vodika i jezgru rijetkog izotopa kisika s atomskom masom 17. Ovakva jezgrena reakcija prikazuje se nuklearnom jednadžbom:
{\displaystyle \mathrm {_{7}^{14}N+_{2}^{4}He\rightarrow _{8}^{18}O+_{1}^{1}H} }
Kod svih jezgrenih ili nuklearnih reakcija vrijedi zakon atomskih masa i zakon električnih naboja, to jest suma atomskih masa prije nuklearne reakcije jednaka je sumi atomskih masa poslije nuklearne reakcije. To isto vrijedi i za električne naboje. Kod spomenute nuklearne reakcije za atomske mase je 14 + 4 = 17 + 1, a za električne naboje je 7 + 2 = 8 + 1.
Rutherfordovo otkriće nije u ono vrijeme imalo nikakve praktične vrijednosti za tehniku. To je bio samo laboratorijski pokus kojim se uspjelo ući u najskrovitiju tajnu prirode. Nakon dvanaest daljnjih godina neprekidnog istraživanja uspjeli su 1931. učenici Rutherforda J. Cockroft i E. Walton izvršiti transmutaciju litija pomoću protona u helij. Kod toga je bila najznačajnija pojava velike količine topline koja se nije pojavila kod Rutherfordove transmutacije. Mjerenja su pokazala da bi 1 gram litija pri potpunoj transmutaciji dao toplinsku energiju kao 800 kilograma ugljena.

## Nuklearna reakcija
Nuklearna reakcija je proces kod kojeg dolazi do vanjskog utjecaja na atomsku jezgru, koji izaziva njezinu pretvorbu. To može biti međudjelovanje dva nuklida, nuklida i nukleona ili nuklida i gama-zraka. U nuklearnim reakcijama može nastati nekoliko novih materijalnih čestica ili gama-zraka. Uz iste početne uvjete, nuklearna reakcija se može odvijati na više dopuštenih načina. Proces se odvija prema zakonima kvantne fizike, a u nekim slučajevima vrijede i zakoni klasične fizike, uz uvjete određene zakonima očuvanja energije, električnog naboja, količine gibanja (zaleta) i kutne količine gibanja (zamaha), kao i nekih drugih dodatnih kvantnih brojeva.
Da bi se dogodila nuklearna reakcija, nukleoni upadne čestice, moraju međudjelovati s neutronima u jezgri mete. Energija upadne čestice mora biti dovoljno velika kako bi se svladalo elektromagnetsko odbijanje protona. Takva se “barijera” naziva Coulombovom barijerom. Ako je energija premala, tada će se nukleoni samo međusobno otkloniti od upadnih putanja. U prvim se eksperimentima Ernesta Rutherforda upravo događalo samo skretanje alfa-čestica.

## Spalacija
Spalacija (engl. spallation: rasprskavanje) je nuklearna reakcija pri kojoj atomska jezgra izbacuje nekoliko lakih čestica (fragmenata), obično neutrona. Najčešće se zbiva nakon nuklearne fisije, jer jezgre koje nastaju kao proizvodi (produkti) fisije imaju prevelik broj neutrona, što ih čini nestabilnima. Spalacija se tumači teorijom složene jezgre.
Današnja nuklearna astrofizika s velikom pouzdanošću prihvaća da su za nastanak većine nuklida na Zemlji odgovorne kozmičke zrake. Način njihovog nastanka su reakcije spalacije ili rasprskavanja. Čestice kozmičkog zračenja (najčešće proton ili alfa-čestica) vrlo velike energije pogađaju manje - više nepokretne (stacionarne) jezgre (u međuzvjezdanom materijalu, ali i u atmosferi zvijezda i planeta), koja se udarca doslovce rasprsne. Pri tom se izbaci više (pa i desetak) nukleona, a od početne jezgre-mete preostaje najčešće samo jedan veći komad. Kod reakcija rasprskavanja jezgre ugljika-12, dušika-14 i kisika-16 (a to su najzastupljenije jezgre s atomskim brojem većim od 4 u svemiru) skoro je uvijek komad koji preostaje nakon reakcija neki od izotopa litija, berilija i bora!